# Василівка (Фастівський район)
Васи́лівка — село Томашівської сільської громади Фастівського району Київської області. До адмінреформи 2020 року Василівка підпорядкована Великогуляківській сільській раді. Населення становить 15 осіб.

## Населення

### Мова
Розподіл населення за рідною мовою за даними перепису 2001 року:
| Мова       | Кількість | Відсоток |
| ---------- | --------- | -------- |
| українська | 15        | 100 %    |